# Département d'Iguazú
Le département d'Iguazú est une des 17 subdivisions de la province de Misiones, en Argentine. Son chef-lieu est la ville de Puerto Esperanza.
Le département a une superficie de 2 736 km2. Sa population s'élevait à 66 539 habitants, selon le recensement de 2001 (INDEC). Son chef-lieu est Puerto Esperanza.

## Les villes
- Le département compte une autre ville notable : Puerto Iguazú, à proximité des chutes de l'Iguazú (31.715 habitants en 2001)
- Puerto Esperanza (13.749 hab.)
- Wanda (11.799 hab.)
- Puerto Libertad (5.576 hab.)